# Virslīga 2013
In 2013 werd het 39ste voetbalseizoen gespeeld van de Letse Virslīga. De competitie werd gespeeld van 29 maart tot 9 november. Alle clubs bestreden elkaar op één seizoen drie keer. FK Ventspils werd kampioen. 
In april 2014 werd Skonto voor drie jaar uit Europese competities geweerd omdat ze zich niet aan de Financial Fair Play gehouden hadden. 

## Eindstand
| Plaats | Club                           | Wed. | W  | G | V  | Saldo | Ptn. |
| ------ | ------------------------------ | ---- | -- | - | -- | ----- | ---- |
| 1.     | FK Ventspils                   | 27   | 21 | 4 | 2  | 65-19 | 67   |
| 2.     | Skonto Riga                    | 27   | 18 | 8 | 1  | 68-11 | 62   |
| 3.     | Daugava Daugavpils             | 27   | 15 | 7 | 5  | 44-19 | 52   |
| 4.     | FK Daugava Riga                | 27   | 14 | 6 | 7  | 44-21 | 48   |
| 5.     | SK Liepājas Metalurgs          | 27   | 11 | 7 | 9  | 54-35 | 40   |
| 6.     | FC Jūrmala                     | 27   | 7  | 5 | 15 | 20-52 | 26   |
| 7.     | FK Spartaks Jūrmala            | 27   | 7  | 4 | 16 | 30-49 | 25   |
| 8.     | FK Jelgava                     | 27   | 5  | 8 | 14 | 26-46 | 23   |
| 9.     | FS Metta/Latvijas Universitāte | 27   | 4  | 7 | 16 | 15-47 | 19   |
| 10.    | Ilūkstes NSS                   | 27   | 2  | 6 | 19 | 26-93 | 12   |

|  | Kampioen, geplaatst voor tweede voorronde UEFA Champions League 2014/15 |
|  | Geplaatst voor eerste voorronde UEFA Europa League 2014/15              |
|  | Club werd na dit seizoen ontbonden                                      |
|  | Deelname Promotie/Degradatie play-off                                   |
|  | Degradatie                                                              |

## Promotie/Degradatie play-off
| Team #1                        | Tot.  | Team #2    | 1ste wed | 2de wed |
| ------------------------------ | ----- | ---------- | -------- | ------- |
| FS Metta/Latvijas Universitāte | 5 - 2 | FB Gulbene | 1 - 0    | 4 - 2   |

## Kampioen
| Virslīga 2013                 |
| Letland                       |
| ----------------------------- |
| VENTSPILS Kampioen (5° titel) |

## Topscorers
|   | Naam              | Club         | Doelpunten |
| - | ----------------- | ------------ | ---------- |
| 1 | Artūrs Karašausks | Skonto FC    | 16         |
| 1 | Andrejs Kovaļovs  | FC Daugava   | 16         |
| 3 | Valērijs Šabala   | Skonto FC    | 15         |
| 4 | Mantas Savėnas    | FC Daugava   | 12         |
| 4 | Vadim Yanchuk     | FK Ventspils | 12         |
| 6 | Daniils Turkovs   | FK Ventspils | 11         |
| 7 | Povilas Lukšys    | FC Daugava   | 10         |